# Гребной канал (Ростов-на-Дону)
Гребной канал Ростова-на-Дону (Гребной канал «Дон») — спортивное сооружение на левом берегу Дона в Ростове-на-Дону.

## История
Гребной канал в Ростове-на-Дону был открыт в 1968 году, и в начале своего существования представлял собой лишь непосредственно водоём и деревянные ангары, где хранились байдарки и каноэ.
После распада СССР гребной канал претерпел ряд структурных преобразований и переименований:
- 1992 год — товарищество с ограниченной ответственностью;
- 1993 год — муниципальное предприятие;
- 1997 год — муниципальное учреждение;
- 2001 год — муниципальное учреждение «Ростовская городская комплексная детско-юношеская спортивная школа»;
- 2006 год — муниципальное образовательное учреждение дополнительного образования детей;
- 2011 год — МОУ ДОД Детско-юношеская спортивная школа г. Ростова-на-Дону «Гребной канал „Дон“»;
- 2015 год — муниципальное бюджетное учреждение дополнительного образования Детско-юношеская спортивная школа г. Ростова-на-Дону «Гребной канал „Дон“»;
- с 2017 года — муниципальное бюджетное учреждение «Спортивная школа г. Ростова-на-Дону».

С 2016 года по декабрь 2017 года велась масштабная реконструкция гребного канала (в рамках Федеральной программы «Развитие физической культуры и спорта в Российской Федерации на 2016—2020 годы»). На сегодня это крупнейшее спортивное сооружение на юге России представляет собой многофункциональный комплекс, где имеются: большое количество площадок для занятий различными видами спорта (для воркаута, мини-футбола, бадминтона, большого тенниса, бадминтона, баскетбола и пляжного волейбола), беговая/велосипедная дорожку длиной 6300 метров.
На одной из аллей установлены памятные знаки:

Анатолий Тищенко
Сергей Федоровцев